# OH 8

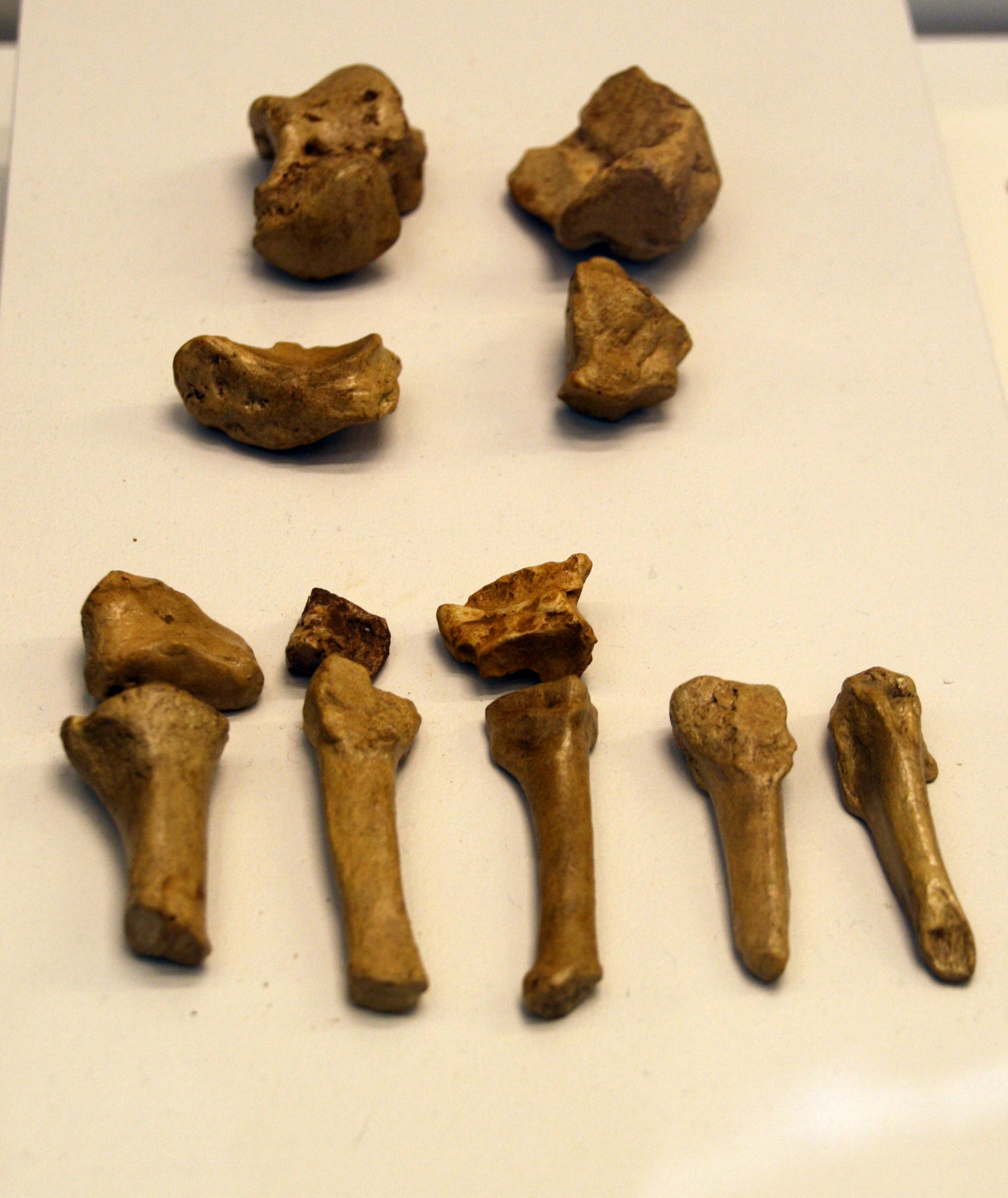
Copia del piede fossilizzato di un Homo Habilis.

OH 8  sono i resti fossili di un piede, appartenente a un Homo habilis, ritrovati nel 1960 nella Gola di Olduvai, in Tanzania, datati a circa 1,8 milioni di anni fa .

## Descrizione
L'assegnazione di OH 8 alla specie Homo habilis è controversa, da quanti ritengono che la morfologia del piede sia chiaramente del genere homo, mentre altri ritengono che dovrebbe essere assegnata all'Australopithecus.